# Улица Подольских Курсантов
У́лица Подо́льских Курса́нтов (название утверждено в 1988 году) — улица в Южном административном округе Москвы на территории районов Бирюлёво Западное, Чертаново Центральное и Чертаново Южное. Является продолжением улицы Красного Маяка, пролегает от Варшавского шоссе до МКАД. Нумерация домов начинается от Варшавского шоссе.

## Происхождение названия
Первоначально улица носила название 2-й Дорожный проезд — по аналогии с пересекающей её Дорожной улицей. Всего было 3 Дорожных проезда, соединявших Дорожную улицу с Варшавским шоссе. 2 августа 1988 года 2-й Дорожный проезд был переименован в улицу Подольских Курсантов — в честь курсантов Подольских пехотного и артиллерийского училищ, которые в октябре 1941 года в течение трёх недель обороняли юго-западные подступы к Москве. Решение о переименовании улицы исполком Моссовета принял по предложению исполкома Советского райсовета и совета ветеранов подольских военных училищ.

## История
Основная часть улицы проложена при застройке начала 1970-х годов. Ранее 2013 года доходила только до Харьковской улицы, поворачивая в этом месте налево и продолжаясь уже как Харьковская. В сентябре 2013 года продлена до МКАД, этот участок проходит возле ТЭЦ-26 в пределах промышленной зоны района Бирюлёво Западное.
На фасаде здания школы № 657 (улица Подольских Курсантов, 16А) была установлена мемориальная доска с текстом «Улица названа в 1988 году в память бессмертного подвига Подольских курсантов, преградившим фашистской армии подступы к Москве осенью 1941 г.». В школе устроен музей, посвящённый подвигу Подольских курсантов.
4 сентября 2020 года в сквере у дома 12к1 был открыть памятник Подольским курсантам. Изначально памятник планировалось открыть 9 мая, но из-за пандемии COVID-19 сроки были сдвинуты. За это время в проект были внесены корректировки.

## Здания и сооружения
По нечётной стороне:
- д. 1 — ОАО «Атомэнергопроект»

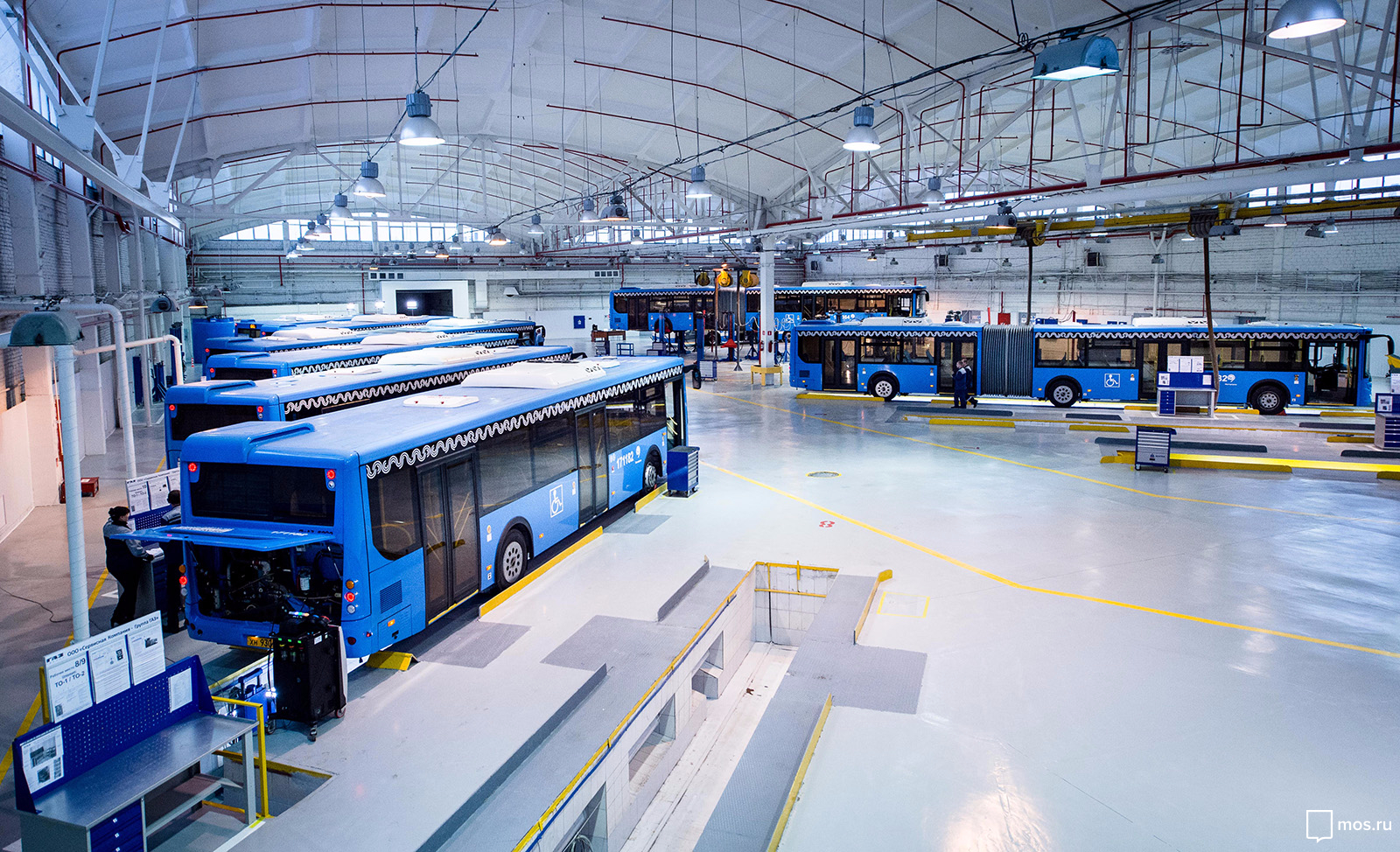
17-й автобусный парк на улице Подольских Курсантов, дом 3А

- д. 3 — завод автотракторной электроаппаратуры
- д. 3А — 17-й автобусный парк
- д. 5А — автозаправочная станция № 199
- д. 9 — ПС-370 «Чертаново»
- д. 13 — учебный центр МЧС
- д. 15Б — ЗАО «Пивоварня Москва-Эфес»

По чётной стороне:
- д. 2, к. 1 — магазин «Дикси» (до 2013 года — супермаркет «Алые паруса», до 2007 года — магазин «Стрелец»)
- д. 2, к. 2 — поликлиника № 170
- д. 4, к. 1 — аптека «Подолье»
- д. 4А — ДЮСШ № 43
- д. 4А — управа района «Чертаново Южное»
- д. 6А — детский сад № 34
- д. 8А — детский сад № 916
- д. 10 — супермаркет «Лента», аптека Флория «116»
- д. 14А — продуктовый магазин
- д. 16А — школа № 657
- д. 18Б — школа № 901
- д. 20 — бетонный завод № 223
- д. 22А — мусоросжигательный завод «Экотехпром»
- д. 22Б — производственная база строительной компании «Мостоотряд-4» — филиала ОАО «Мостотрест»
- д. 24 — Покровское кладбище
- д. 26 — центр оптовой торговли «Selgros. Cash & Carry»
- д. 34 — ОАО «Крион»

## Транспорт

### Метро
- Станция  «Пражская»   — в 300 метрах от начала улицы.

### Железнодорожный транспорт
- «Покровское» Курского направления.
- «Красный Строитель» Курского направления — в 1250 метрах от пересечения со Ступинским проездом.
- «Бирюлёво-Товарная» Павелецкого направления — в 1100 метрах от пересечения с Харьковской улицей.
- «Бирюлёво-Пассажирская» Павелецкого направления — в 1350 метрах от пересечения с Харьковской улицей.

### Наземный транспорт
- Автобусы:

| м96:  | Бирюлёво Западное • Покровское • Пражская • Красный Маяк                     |
| м97:  | Бирюлёво Западное • Покровское • Пражская • Южная • Битцевская аллея         |
| 852:  | Загорье • Покровское • Пражская • Чертаново Центральное                      |
| 921:  | Бирюлёво Западное • Царицыно                                                 |
| с908: | Посёлок Измайлово • Покровское • Пражская • Южная • Платформа Чертаново      |
| с914: | Южная • Промзона Чертаново                                                   |
| с941: | Южная • Пражская • Красный Строитель • Улица Академика Янгеля • Красный Маяк |
| с960: | Южная • Пражская • Покровское • Харьковский проезд                           |
| с970: | Южная • Пражская • Покровское • Промзона Бирюлёво                            |

«→» — остановки проходятся только при движении в прямом направлении; «←» — остановки проходятся только при движении в обратном направлении.
- Маршрутное такси:

609:  Пражская —  Битца (МЦД)